# Polyalkylenglycolether
Polyalkylenglycolether, auch Fettalkoholpolyglycolether, Fettalkoholethoxylate (FAEO) (Handelsnamen u. a. Brij, Genapol, Lutensol), sind eine Reihe von nichtionischen Tensiden. Der lipophile Teil dieser Tenside besteht aus Fettalkoholen, der hydrophile Teil bildet kurzkettige Polyethylenglycole (Polyoxyethylene). Als Fettalkohole werden die sich von Laurin-, Palmitin-, Stearin- oder Ölsäure abgeleiteten Alkohole verwendet.

## Herstellung
Polyalkylenglycolether werden aus Fettalkoholen und Ethylenoxid über eine Ethoxylierungsreaktion mit einem geeigneten Katalysator und einer Temperatur von 150 bis 180 °C bei einem Druck von 2 bis 5 bar hergestellt.
{\displaystyle \mathrm {R{-}OH+n\ C_{2}H_{4}O\longrightarrow R{-}O{-}[CH_{2}{-}CH_{2}{-}O]_{n}{-}H} }
Eine analoge Reaktion läuft ab, wenn man statt Ethylenoxid Propylenoxid verwendet.

## Eigenschaften
Diese Tenside sind beständig gegenüber Säuren und Basen, auch über den pH-Wert hinaus, in dem Tenside vom Estertyp nicht bestehen. Folglich sind sie für das Emulgieren von Fetten und Ölen in sehr sauren oder sehr alkalischen Milieus geeignet. Abhängig von ihren HLB-Werten können die Tenside entweder Öl-in-Wasser (O/W) oder Wasser-in-Öl (W/O) Emulsionen bilden oder die Benetzbarkeit verbessern.

## Verwendung
Polyalkylenglycolether als Tenside finden breite Verwendung in Körperpflegeprodukten, Textilverarbeitung, Pflanzenschutzmittel, Farben und Beschichtungen, Klebern und anderen industriellen Anwendungen. Brij 35 findet in der Biochemie Anwendung als Detergens. Da es Proteine im Gegensatz zu SDS nicht denaturiert, wird es benutzt, um Membranproteine in ihrer nativen Konformation aus Membranen herauszulösen.
Über eine Reaktion von Polyalkylenglycolether mit Schwefeltrioxid oder Chlorsulfonsäure erhält man Fettalkoholethersulfate (FAES), die als anionische Tenside von Bedeutung sind.

## Handelsübliche Polyalkylenglycolether
Die allgemeine Formel der Polyalkylenglycolether ist .
In der Formel bedeutet m + 1 die Zahl der C-Atome in der Alkylkette. n gibt die durchschnittliche Zahl der Ethylenoxid-Einheiten pro Mol an, sie wird im Stoffnamen in Klammern angegeben.
| Einige handelsübliche Fettalkoholethoxylate                                                                    | Einige handelsübliche Fettalkoholethoxylate | Einige handelsübliche Fettalkoholethoxylate | Einige handelsübliche Fettalkoholethoxylate |
| --- | ------------------------------------------- | ------------------------------------------- | ------------------------------------------- |
| Chemische Bezeichnung                                                                                          | Andere Namen                                | HLB-Wert                                    | Handelsnamen, Beispiele                     |
| Polyoxyethylenether des Laurylalkohols (12 C-Atome), CAS-Nummer 9002-92-0, Macrogollaurylether                 |                                             |                                             |                                             |
| Polyoxyethylen (4) laurylether                                                                                 | Laureth-4 (INCI)                            | 9,7                                         | Brij 30                                     |
| Polyoxyethylen (9) laurylether                                                                                 | Laureth-9 (INCI)                            |                                             | Thesit                                      |
| Polyoxyethylen (23) laurylether                                                                                | Laureth-23 (INCI)                           | 16,9                                        | Brij 35                                     |
| Polyoxyethylenether des Cetylalkohols (16 C-Atome), CAS-Nummer 9004-95-9                                       |                                             |                                             |                                             |
| Polyoxyethylen (2) cetylether                                                                                  | Ceteth-2 (INCI)                             | 5,3                                         | Brij 52                                     |
| Polyoxyethylen (10) cetylether                                                                                 | Ceteth-10 (INCI)                            | 12,9                                        | Brij 56                                     |
| Polyoxyethylen (20) cetylether                                                                                 | Ceteth-20 (INCI) Cetomacrogol 1000 (INN)    | 15,7                                        | Brij 58                                     |
| Polyoxyethylenether des Cetylstearylalkohols (16/18 C-Atome), CAS-Nummer 68439-49-6, Macrogolcetylstearylether |                                             |                                             |                                             |
| Polyoxyethylen (6) cetylstearylether                                                                           | Ceteareth-6 (INCI)                          | 10–12                                       | Cremophor A6                                |
| Polyoxyethylen (20) cetylstearylether                                                                          | Ceteareth-20 (INCI)                         |                                             |                                             |
| Polyoxyethylen (25) cetylstearylether                                                                          | Ceteareth-25 (INCI)                         | 15–17                                       | Cremophor A25, Marlipal 1618/25             |
| Polyoxyethylenether des Stearylalkohols (18 C-Atome), CAS-Nummer 9005-00-9, Macrogolstearylether               |                                             |                                             |                                             |
| Polyoxyethylen (2) stearylether                                                                                | Steareth-2 (INCI)                           | 4,9                                         | Brij 72                                     |
| Polyoxyethylen (10) stearylether                                                                               | Steareth-10 (INCI)                          | 12,4                                        | Brij 76                                     |
| Polyoxyethylen (20) stearylether                                                                               | Steareth-20 (INCI)                          | 15,3                                        | Brij 78                                     |
| Polyoxyethylenether des Oleylalkohols (18 C-Atome), CAS-Nummer 9004-98-2, Macrogololeylether                   |                                             |                                             |                                             |
| Polyoxyethylen (2) oleylether                                                                                  | Oleth-2 (INCI)                              | 4,9                                         | Brij 92                                     |
| Polyoxyethylen (10) oleylether                                                                                 | Oleth-10 (INCI)                             | 12,4                                        | Brij 96, Brij 97                            |
| Polyoxyethylen (20) oleylether                                                                                 | Oleth-20 (INCI)                             | 15,3                                        | Brij 98                                     |
| Andere Polyalkylenglycolether                                                                                  |                                             |                                             |                                             |
| Polyoxyethylen (10) monodecylether (CAS-Nummer 26183-52-8)                                                     | Deceth-10 (INCI)                            |                                             |                                             |
| Polyoxyethylen (10) tridecylether (CAS-Nummer 24938-91-8)                                                      | Trideceth-10 (INCI)                         |                                             |                                             |